# Irvineia voltae
Irvineia voltae är en fiskart som beskrevs av Trewavas, 1943. Irvineia voltae ingår i släktet Irvineia och familjen Schilbeidae. IUCN kategoriserar arten globalt som starkt hotad. Inga underarter finns listade i Catalogue of Life.